# Željko Joksimović
Pour les articles homonymes, voir Joksimović.

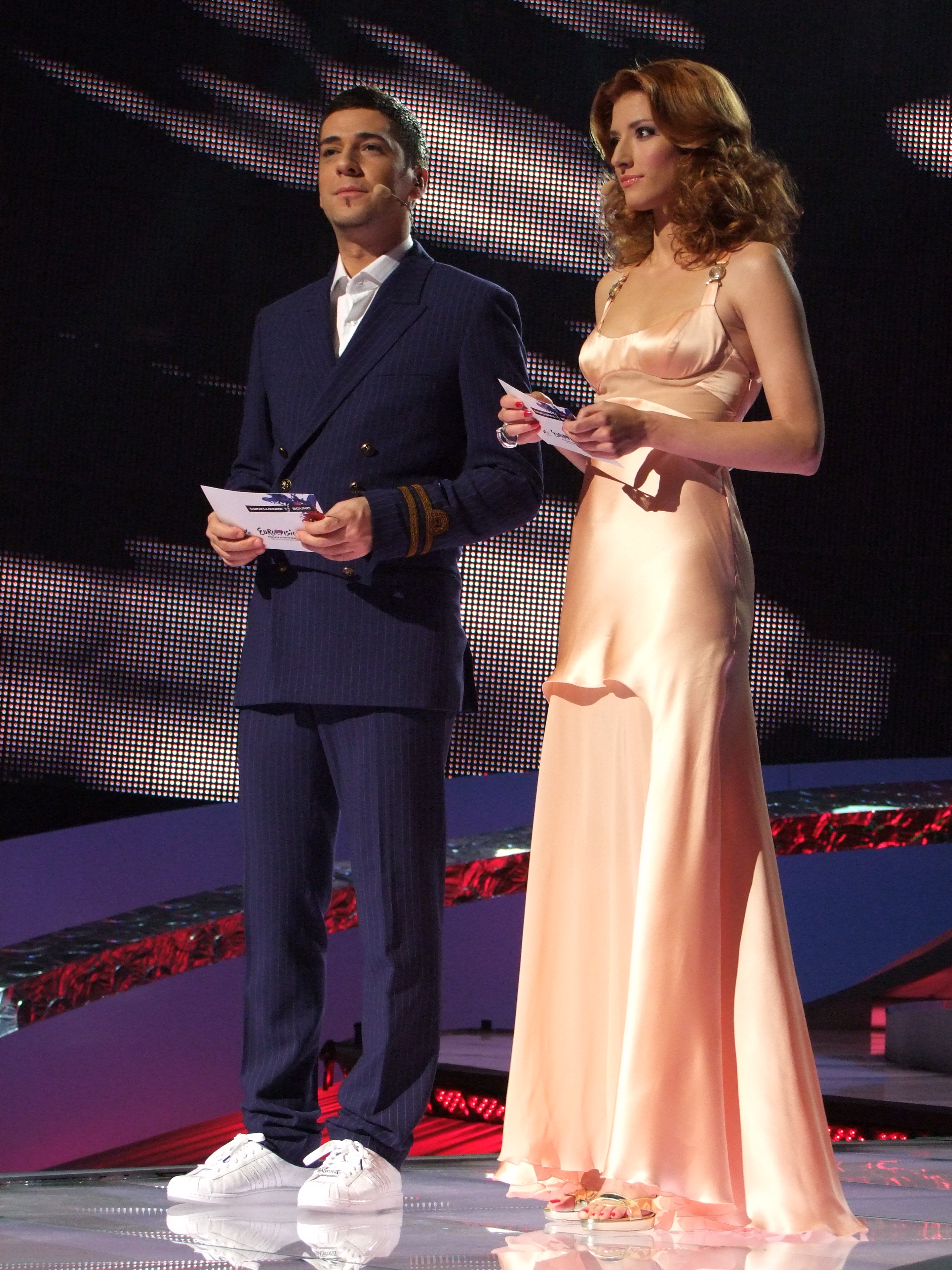
Željko Joksimović coprésente la première demi-finale du Concours Eurovision de la chanson 2008 aux côtés de Jovana Janković.

Željko Joksimović est un chanteur serbe. 

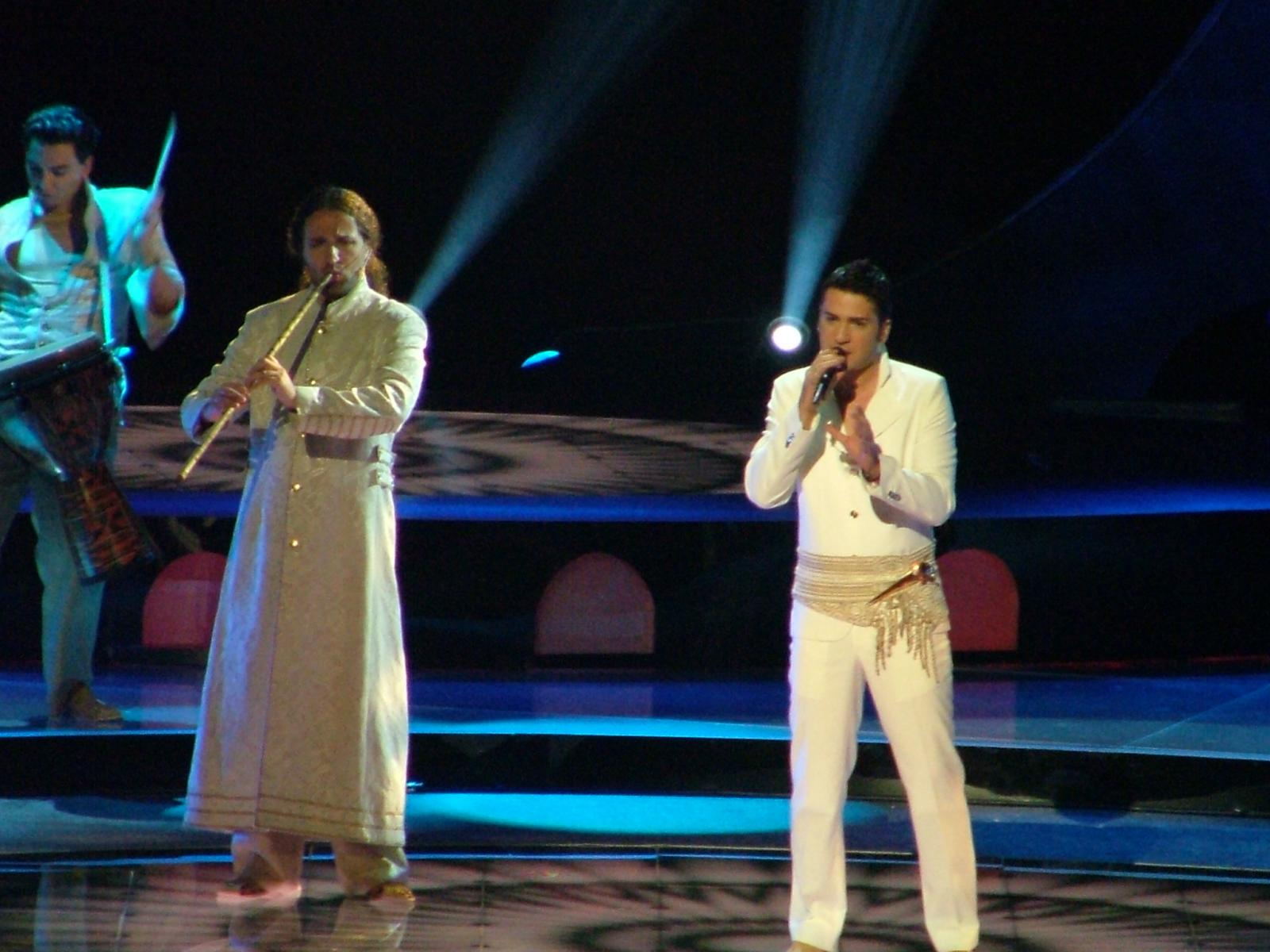
Željko Joksimović interprétant Lane Moje sur la scène du Concours Eurovision de la chanson 2004 à Istanbul.

Il compose la musique de la chanson Lejla interprétée par le groupe Hari Mata Hari (originaire de Bosnie-Herzégovine) pour le Concours Eurovision de la chanson 2006, se classant 3ème.
En 2008, Željko Joksimović compose pour Jelena Tomasevic une chanson appelée Oro. Elle remporte la sélection nationale (Beovizija 2008) et représente la Serbie au Concours Eurovision de la chanson 2008 qui se tient à Belgrade le 24 mai 2008, où elle atteint la 6ème place.
Željko Joksimović et Jovana Janković étaient les présentateurs du Concours Eurovision de la chanson 2008 à la télévision serbe RTS.
Željko Joksimović revint une seconde fois en tant que chanteur au concours de l'Eurovision en 2012 avec sa chanson Nije ljubav stvar où il termina 3e.
Il est également le compositeur d'Adio, la chanson représentant le Monténégro lors de l'édition 2015 de l'Eurovision.
Le style musical de Željko Joksimović est basé sur un mélange entre des courants musicaux extrêmement divers : musique traditionnelle des Balkans, musique classique, pop, rock, tango, musique électronique, etc.

## Discographie

### Albums studio
- 1999 Željko Joksimović - Amajlija [City Records]
- 2001 Željko Joksimović - Rintam [City Records]
- 2002 Željko Joksimović - 111, album [City Records]
- 2003 Željko Joksimović - The Best Of (najbolje pesme)  [City Records]
- 2005 Željko Joksimović - Ima nešto u tom što me nećeš/IV/ [City Records]
- 2009 Željko Joksimović - Ljubavi [Minacord]

### Album + DVD live
- 2008 Željko Joksimović - Beogradska Arena Live [Minacord Records

### Singles
- 2004 Željko Joksimović - Leđa o leđa  [City Records]
- 2004 Željko Joksimović - Lane moje CD+DVD [PGP RTS]
- 2004 Željko Joksimović - Lane moje/Goodbye (maxi-single) [Warner Music Group]
- 2005 Željko Joksimović & Tamee Harrison - I live my life for you [Warner Music]
- 2007 Željko Joksimović - Devojka  [Minacord]
- 2007 Željko Joksimović - Nije do mene [Minacord]
- 2012 Željko Joksimović - Nije ljubav stvar [Minacord]
- 2013 Željko Joksimović - Ludak kao ja [Minacord]

### Duos
- 2002 Haris Džinović - Šta će meni više od toga
- 2005 Dino Merlin - Supermen
- 2005 Tamee Harrison - I Live My Life For You

### Bandes originales de films
- 2005 "Ivkova slava", (Željko Joksimović, Jelena Tomašević et Nikola Kojo) [Minacord - City Records]
- 2009 "Ranjeni Orao" [Minacord - City Records]

### Autres CD
- 2005 Nava Medina - chanson: Malah Shomer -  Compositeur: Zeljko Joksimovic
- 2006 Hari Mata Hari - chanson: Lejla -  Compositeur: Zeljko Joksimovic, Album: Lejla  [BiH]
- 2008 Jelena Tomasevic - chanson: Oro -  Compositeur: Zeljko Joksimovic, Album: Oro  [PGP -RTS]
- 2008 Eleftheria Arvanitaki - chanson: To Telos mas Des -  Compositeur: Zeljko Joksimovic, Album: Mirame Universal Music
- 2008 Melina Aslanidou - chanson: Poso -  Compositeur: Zeljko Joksimovic, Album: Best of - Sto dromo Sony BMG
- 2008  chanson: Nikola Tesla (instrumental) -    Compositeur: Zeljko Joksimovic feat. Jelena Tomasevic Album: balkan Routes vol.1:Nikola Tesla[Protasis]